# Upplands-Väsby landskommun
Upplands-Väsby landskommun var en kommun i Stockholms län.

## Administrativ historik
Kommunen bildades vid kommunreformen 1 januari 1952 genom sammanslagning av Eds landskommun (1 751 invånare den 31 december 1951), Fresta landskommun (1 347 invånare) och Hammarby landskommun (3 369 invånare). Den nya kommunen hade 6 467 invånare och omfattade en areal av 91,59 km², varav 85,71 km² land.
Den 1 januari 1955 överfördes från Upplands-Väsby landskommun och Eds församling till Järfälla landskommun och Järfälla norra kyrkobokföringsdistrikt i Järfälla församling ett område med 512 invånare och omfattande en areal av 8,41 kvadratkilometer, varav allt land.
Upplands-Väsby landskommun ombildades genom kommunreformen 1 januari 1971 till Upplands-Väsby kommun (namnet ändrat den 19 september 2002 till Upplands Väsby kommun).

### Kyrklig tillhörighet
I kyrkligt hänseende tillhörde kommunen församlingarna Ed, Fresta och Hammarby.

## Kommunvapen
Blasonering: I blått fält en med kors krönt kyrka av silver visande en med blått spetsbågsfönster försedd gavel samt sakristia och vapenhus, och däröver en ginstam av silver belagd med tre blå kuggkransar.
Vapnet fastställdes av Kungl Maj:t 1961. Eftersom kommunen bildats av tre tidigare socknar ville man först ha tre kyrkor i vapnet. I stället valde man en kyrka och tretalet fick representera industrin genom de tre kuggkransarna. Förebilden till kyrkan är Hammarby kyrka. 

## Befolkningsutveckling
| Befolkningsutvecklingen i Upplands-Väsby landskommun 1955–1970 | Befolkningsutvecklingen i Upplands-Väsby landskommun 1955–1970 | Befolkningsutvecklingen i Upplands-Väsby landskommun 1955–1970 | Befolkningsutvecklingen i Upplands-Väsby landskommun 1955–1970 | Befolkningsutvecklingen i Upplands-Väsby landskommun 1955–1970 |
| --- | -------------------------------------------------------------- | -------------------------------------------------------------- | -------------------------------------------------------------- | -------------------------------------------------------------- |
| |                                                                |                                                                |                                                                |                                                                |
| År |                                                                |                                                                | Folkmängd                                                      |                                                                |
| 1955 | 1955                                                           |                                                                | 7 356                                                          |                                                                |
| 1960 | 1960                                                           |                                                                | 8 865                                                          |                                                                |
| 1965 | 1965                                                           |                                                                | 12 960                                                         |                                                                |
| 1970 | 1970                                                           |                                                                | 19 045                                                         |                                                                |
| Anm: Den kyrkobokförda befolkningen den 31 december enligt den administrativa indelningen den 1 januari följande år. 1970 avser befolkningen den 31 december 1970 i det område som köpingen omfattade när den upplöstes 1 januari 1971. |                                                                |                                                                |                                                                |                                                                |

## Geografi
Upplands-Väsby landskommun omfattade den 1 januari 1952 en areal av 91,59 km², varav 85,71 km² land. Efter nymätningar och arealberäkningar färdiga den 1 januari 1955 omfattade landskommunen den 1 januari 1961 en areal av 83,50 km², varav 78,21 km² land.

### Tätorter i kommunen 1960
| Tätort                   | Folkmängd |
| ------------------------ | --------- |
| Upplands-Väsby           | 5 030     |
| Odenslunda               | 1 545     |
| Bollstanäs               | 576       |
| Löwenströmska lasarettet | 302       |

Tätortsgraden i kommunen var den 1 november 1960 84,4 procent.

## Politik

### Mandatfördelning i valen 1950-1966
| 2 | 24 | 2 | 9 | 3 |

| 36 |

| 2 | 23 |  | 9 | 5 |

| 33 | 7 |

| 2 | 23 | 2 | 6 | 7 |

| 33 | 7 |

| 2 | 23 | 3 | 6 | 6 |

| 34 | 6 |

| 3 | 18 | 4 | 8 |  | 6 |

| 31 | 9 |